# Dunfermline (Illinois)
Dunfermline – wieś w Stanach Zjednoczonych, w stanie Illinois, w hrabstwie Fulton.